# حرائق الغابات الروسية 2021
منذ يونيو 2021، تعرضت غابات التايغا في سيبيريا ومنطقة الشرق الأقصى في روسيا لحرائق غابات غير مسبوقة، بعد ارتفاع درجات الحرارة والجفاف. 

## الأحداث

### سيبيريا
في ياقوتيا، وفقا لوزارة الطوارئ بجمهورية ساخا، كان يوجد أكثر من 250 حريقا مشتعلا عبر ما يقرب من 5720 كيلومترا مربعا من الأرض في 5 يوليو. كما التقط القمر الصناعي أكوا التابع لناسا صورًا لحرائق كبيرة مشتعلة في كامتشاتكا.  في مدينة ياكوتسك، غطى الدخان السام الناتج عن الحرائق المدينة.  وأجبرت الحرائق والدخان على إغلاق طريق كوليما السريع. تم إعلان حالة الطوارئ  واستخدمت الطائرات والمروحيات العسكرية  لإخماد الحرائق وبث السحب لتقليل هطول الأمطار.   تم تعليق القوارب على طول نهر لينا. قال أيسن نيكولاييف، رئيس الجمهورية، إن الحرائق كانت في الأساس نتيجة لتغير المناخ، وإن هطول الأمطار كان منخفضًا بشكل غير معتاد.  وقالت خدمة حماية الغابات الجوية في يوليو إن أكثر من نصف الحرائق لم يتم إخمادها. 

## الأسباب
تشمل أسباب الحرائق صعوبات المراقبة،  الأنماط المتغيرة للتيار النفاث وتغير المناخ في روسيا.  كانت الحرائق واحدة من عدة أحداث مناخية قاسية حدثت على مستوى العالم في عام 2021 . 